# John Higgins (Schwimmer)

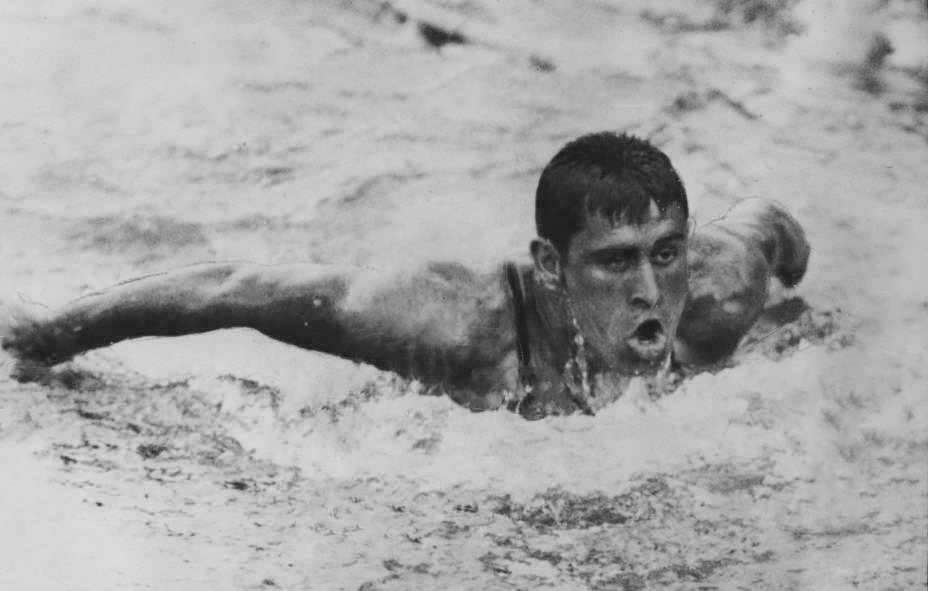
John Higgins (1936)

John Herbert Higgins (* 8. Mai 1916 in Providence, Rhode Island; † 1. August 2004 in Annapolis, Maryland) war ein Schwimmer aus den Vereinigten Staaten.

## Karriere
John Higgins schwamm zunächst für den Olneyville Boys’ Club. Er studierte an der Ohio State University und startete bis zu seiner Graduierung 1941 für deren Sportteam.
Higgins verbesserte 1935 und 1936 den Weltrekord über 100 Meter Brust, wobei er diese Weltrekorde in der neuen Schmetterlingstechnik aufstellte, womit Higgins ein Pionier dieser Technik war, die erst in den 1950er Jahren als eigener Schwimmstil eingeführt und vom Brustschwimmen abgekoppelt wurde. Bei den Olympiaausscheidungen 1936 stellte Higgins einen neuen Weltrekord über 220 Yards Brust auf.
Bei den Olympischen Spielen 1936 in Berlin starteten über 200 Meter Brust außer John Higgins auch der aktuelle Weltrekordler auf dieser Strecke John Kasley sowie Raymond Kaye für die Vereinigten Staaten, aber nur Higgins erreichte den Endlauf. Im Finale schwammen Higgins und der Deutsche Joachim Balke im Schmetterlingsstil, aber die beiden konnten das Tempo mit ihrer kraftraubenden Technik in der zweiten Hälfte des Rennens nicht durchhalten. Es siegte der Japaner Hamuro Tetsuo vor dem Deutschen Erwin Sietas und dem Japaner Reizō Koike. Eine Sekunde hinter Koike schlug Higgins als Vierter an, Balke wurde Sechster.
Während seines Studiums blieb Higgins einer der besten Brustschwimmer in den Vereinigten Staaten und gewann insgesamt elf nationale Titel. Nach seiner Graduierung schloss er sich der United States Navy an und diente als Fluglehrer in Pensacola. Bei seinem Ausscheiden aus der Navy 1954 war er Commander, was dem deutschen Fregattenkapitän entspricht. Bereits ab 1950 war Higgins als leitender Schwimmtrainer an der United States Naval Academy in Annapolis tätig und blieb in diesem Amt bis 1973. Daneben war er als Schwimmer im Masters-Bereich aktiv und war ehrenamtlicher Präsident des Verbands der College-Schwimmtrainer.
1971 wurde John Higgins zusammen mit William Yorzyk und Michael Troy, den ersten beiden Olympiasiegern über 200 Meter Schmetterling, in die International Swimming Hall of Fame aufgenommen.